# 1839
| [ Edytuj tabelę ]                                   | |
| Król Polski (tytularny)                             | - 1831 Mikołaj I Romanow 1855 |
| Emir Afganistanu                                    | - 1818 Al-Rajuo Ballaha 1842 |
| Współksiążęta Andory                                | - 1827 Simó Rojas de Guardiola y Hortoneda 1851 - 1830 Ludwik Filip I 1848 |
| Prezydent Argentyny                                 | - 1835 gen. Juan Manuel de Rosas 1852 |
| Cesarz Austrii                                      | - 1835 Ferdynand I Habsburg 1848 |
| Król Bawarii                                        | - 1825 Ludwik I 1848 |
| Król Belgów                                         | - 1831 Leopold I 1865 |
| Premier Belgii                                      | - 1834 Barthélemy Théodor de Theux de Meylandt 1840 |
| Prezydent Boliwii                                   | - 1829 Andrés de Santa Cruz 1839 - 1839 José Miguel de Velasco 1841 |
| Cesarz Brazylii                                     | - 1831 Pedro II 1889 |
| Sułtan Brunei                                       | - 1829 Omar Ali Saifuddin II 1852 |
| Prezydent Chile                                     | - 1831 José Joaquín Prieto 1841 |
| Cesarz Chin                                         | - 1820 Daoguang 1850 |
| Król Czech                                          | - 1835 Ferdynand I Habsburg 1848 |
| Król Danii                                          | - 1808 Fryderyk VI 1839 - 1839 Chrystian VIII 1848 |
| Dalajlama                                           | - 1838 Khedrub Gjaco 1856 |
| Władca Egiptu                                       | - 1805 Muhammad Ali 1848 |
| Prezydent Ekwadoru                                  | - 1834 Vicente Rocafuerte 1839 - 1839 Juan José Flores 1845 |
| Premier Francji                                     | - 1836 Louis Mathieu Molé 1839 - 1839 Nicolas Jean de Dieu Soult 1840 |
| Król Francji                                        | - 1830 Ludwik Filip I 1848 |
| Król Grecji                                         | - 1831 Otton I 1862 |
| Prezydent Gwatemali                                 | - 1839 Mariano Rivera Paz 1842 |
| Prezydent Haiti                                     | - 1818 Jean-Pierre Boyer 1843 |
| Król Hawajów                                        | - 1824 Kamehameha III 1854 |
| Król Hiszpanii                                      | - 1833 Izabela II 1868 |
| Król Holandii                                       | - 1815 Wilhelm I 1840 |
| Prezydent Hondurasu                                 | - 1839 Juan Francisco de Molina (p.o.) 1839 - 1839 Felipe Neri Medina (p.o.) 1839 - 1839 Juan José Alvarado (p.o.) 1839 - 1839 José María Guerrero (p.o.) 1839 - 1839 Mariano Garrigó (p.o.) 1839 - 1839 José María Bustillo (p.o.) 1839 - 1839 Rada ministrów 1839 - 1839 José Francisco Zelaya y Ayes (p.o.) 1841 |
| Szach Iranu                                         | - 1834 Mohammad Szah 1848 |
| Państwo Wielkich Mogołów                            | - 1837 Bahadur Szah II 1858 |
| Król Irlandii                                       | - 1837 Wiktoria Hanowerska 1901 |
| Cesarz Japonii                                      | - 1817 Ninkō 1846 |
| Kalif                                               | - 1808 Mahmud II 1839 - 1839 Abdülmecid I 1861 |
| Prezydent Kolumbii                                  | - 1837 José Ignacio de Márquez 1841 |
| Patriarcha Konstantynopola                          | - 1835 Grzegorz VI 1840 |
| Władca Korei                                        | - 1834 Hŏnjong 1849 |
| Emir Kuwejtu                                        | - 1814 Dżabir I 1859 |
| Książę Liechtensteinu                               | - 1836 Alojzy II 1858 |
| Wielki książę Luksemburga                           | - 1815 Wilhelm I 1840 |
| Sułtan Maroka                                       | - 1822 Abd ar-Rahman 1859 |
| Prezydent Meksyku                                   | - 1837 Anastasio Bustamante 1839 - 1839 Antonio López de Santa Anna 1839 - 1839 Nicolás Bravo 1839 - 1839 Anastasio Bustamante 1841 |
| Książę Monako                                       | - 1819 Honoriusz V 1841 |
| Król Nepalu                                         | - 1816 Rajendra 1847 |
| Premier Nepalu                                      | - 1838 Chautariya Puskhar Shah 1839 - 1839 Rana Jang Pande 1840 |
| Król Norwegii                                       | - 1818 Karol III Jan 1844 |
| Sułtan Omanu                                        | - 1807 Sa’id ibn Sultan 1856 |
| Papież                                              | - 1831 Grzegorz XVI 1846 |
| Konsul Paragwaju                                    | - 1814 José Gaspar Rodríguez de Francia 1840 |
| Książę Parmy i Piacenzy                             | - 1814 Maria Ludwika 1847 |
| Prezydent Peru                                      | - 1838 Agustín Gamarra 1841 |
| Król Portugalii                                     | - 1834 Maria II 1853 - 1837 Ferdynand II Koburg (król iure uxoris) 1853 |
| Król Prus                                           | - 1797 Fryderyk Wilhelm III 1840 |
| Car Rosji                                           | - 1825 Mikołaj I 1855 |
| Król Saksonii                                       | - 1836 Fryderyk August II Wettyn 1854 |
| Kapitanowie Regenci San Marino                      | - 1838 Mariano Begni Domenico Maria Belzoppi 1839 - 1839 Giambattista Bonelli Bartolomeo Bartolotti 1839 - 1839 Giuliano Malpeli Biagio Martelli 1840 |
| Książę Serbii                                       | - 1815 Miłosz I Obrenowić 1839 - 1839 Milan Obrenowić 1839 - 1839 Michał Obrenowić 1842 |
| Król Sardynii                                       | - 1831 Karol Albert 1849 |
| Król Szwecji                                        | - 1818 Karol XIV Jan 1844 |
| Król Tajlandii                                      | - 1824 Rama III 1851 |
| Sułtan Turków                                       | - 1808 Mahmud II 1839 - 1839 Abdülmecid I 1861 |
| Prezydent Urugwaju                                  | - 1838 Gabriel Antonio Pereira (p.o.) 1839 - 1839 Fructuoso Rivera 1843 |
| Prezydent USA                                       | - 1837 Martin Van Buren 1841 |
| Prezydent Wenezueli                                 | - 1837 Carlos Soublette 1839 - 1839 José Antonio Páez 1843 |
| Król Węgier                                         | - 1835 Ferdynand VI 1848 |
| Monarcha Wielkiej Brytanii                          | - 1837 Wiktoria 1901 |
| Premier Wielkiej Brytanii                           | - 1835 William Lamb 1841 |
| Cesarz Wietnamu                                     | - 1820 Minh Mạng 1841 |
| Prezydent Zjednoczonych Prowincji Ameryki Środkowej | - 1830 Francisco Morazán 1839 |

Rok 1839 / MDCCCXXXIX
stulecia: XVIII wiek ~
XIX wiek ~
XX wiek

dziesięciolecia:
1800–1809 •
1810–1819 •
1820–1829 •
1830–1839
• 1840–1849
• 1850–1859
• 1860–1869

lata: 1829 «
1834 «
1835 «
1836 «
1837 «
1838 «
1839
» 1840
» 1841
» 1842
» 1843
» 1844
» 1849

## Wydarzenia w Polsce
- Kraków opuściły wojska pruskie i rosyjskie, na skutek protestu Anglii i Francji. Pozostały wojska austriackie.
- Juliusz Słowacki ogłosił drukiem Trzy poemata (Ojciec zadżumionych, Wacław i W Szwajcarii) oraz Balladynę.
- Henryk Rzewuski wydał Pamiętnik Seweryna Soplicy.

## Wydarzenia na świecie
- 2 stycznia – Louis Daguerre wykonał pierwsze zdjęcie Księżyca.
- 6/7 stycznia – w nocy potężny huragan zdewastował Irlandię, powodując śmierć kilkuset osób.
- 7 stycznia – Louis Jacques Daguerre ogłosił, że używając srebra i miedzianej płytki wynalazł proces zwany dagerotypem. Data ta jest przyjęta za dzień narodzin fotografii.
- 9 stycznia – Louis Jacques Daguerre zaprezentował dagerotypię.
- 16 stycznia – wojska brytyjskie zdobyły zajmowany przez Turków Aden w Jemenie.
- 20 stycznia – armia Chile w bitwie pod Yungay odniosła decydujące zwycięstwo w wojnie z Konfederacją Peruwiańsko-Boliwijską.
- 25 stycznia – ustanowiono flagę stanową Teksasu.
- Marzec – Stendhal opublikował w 2 tomach Pustelnię parmeńską.
- 18 marca – wybuchła brytyjsko-chińska I wojna opiumowa.
- 23 marca – na łamach Boston Morning Post po raz pierwszy użyto określenia „OK”.
- 24 marca – w Paryżu oficjalnie otwarto Bibliotekę Polską.
- 17 kwietnia – Gwatemala wystąpiła ze Zjednoczonych Prowincji Ameryki Środkowej.
- 19 kwietnia – został podpisany traktat londyński gwarantujący niepodległość Belgii.
- 25 kwietnia:
  - I wojna brytyjsko-afgańska: brytyjski korpus ekspedycyjny zajął bez walki Kandahar.
  - Paweł Edmund Strzelecki przybył do Australii.
- 26 maja – Alfons Maria Liguori, Weronika Giuliani i Pacyfik z San Severino zostali kanonizowani przez papieża Grzegorza XVI.
- 3 czerwca – cesarski komisarz Lin Zexu rozpoczął w Kantonie niszczenie 20 tys. skrzyń opium skonfiskowanego zachodnim handlarzom, co doprowadziło do wybuchu chińsko-brytyjskiej I wojny opiumowej.
- 17 czerwca – król Hawajów Kamehameha III wydał edykt tolerancyjny zezwalający na działalność Kościoła katolickiego na archipelagu.
- 22 czerwca – Alfons Giroux podpisał umowę z Louis Jakiem Daguerre’em na produkcję dagerotypu.
- 24 czerwca – zwycięstwo wojsk egipskich nad tureckimi w bitwie pod Nizip[1].
- 25 czerwca – książę Serbii Miłosz I Obrenowić abdykował na rzecz swego syna Milana.
- 2 lipca:
  - bunt niewolników na statku „Amistad”.
  - Abdülmecid I został sułtanem Imperium Osmańskiego.
- 23 lipca – I wojna brytyjsko-afgańska: bitwa pod Ghazni.
- 19 sierpnia:
  - dzień oficjalnie przyjmowany za datę narodzin fotografii.
  - otwarto obserwatorium w Pułkowie (Rosja).
- 23 sierpnia – Wielka Brytania zajęła Hongkong.
- 9 września – John Herschel wykonał pierwszą fotografię na szklanej płycie.
- 16 września – wojna konfederacji peruwiańsko-boliwijskiej z Chile: bitwa pod Yungay.
- 20 września – między Amsterdamem a Haarlemem otwarto pierwszą linię kolejową w Holandii.
- 4 października – otwarcie kolei parowej Neapol – Portici (Królestwo Obojga Sycylii); inż. Armand Bayard de la Vingtrie; parowozy „Bayard” i „Vesuvio”.
- 3 listopada – sułtan Abdülmecid I wydał edykt Hatt-i Sharif (Manifest z Gülhane) zapoczątkowujący tanzimat - okres reform w Imperium Osmańskim[2].
- 3 grudnia:
  - Chrystian VIII Oldenburg został królem Danii.
  - papież Grzegorz XVI w brewe In supremo potępił niewolnictwo i sprzedaż niewolników jako niegodne chrześcijan.
- Cesarz Mikołaj I zlikwidował na terenie Rosji Kościół greckokatolicki.
- Anglik Charles Goodyear wymyślił proces produkcji gumy, był odkrywcą sposobu wulkanizacji kauczuku, który został opatentowany 15 lipca 1844.
- Pierwsze królewskie regaty letnie w wioślarstwie, Henley nad Tamizą (Wielka Brytania).

## Urodzili się
- 3 stycznia – Wojciech Roj (starszy), gazda, kowal i cieśla, przewodnik tatrzański (zm. 1924)
- 6 stycznia - Henryk Bukowski, polski antykwariusz, uczestnik powstania styczniowego (zm. 1900)
- 17 stycznia – Albert Bernhard Frank, niemiecki biolog, profesor botaniki, specjalista w zakresie fizjologii roślin i fitopatologii (zm. 1900)
- 19 stycznia – Paul Cézanne, malarz francuski (zm. 1906)
- 21 stycznia – Katarzyna Volpicelli, włoska zakonnica, założycielka Zgromadzenia Służebnic Najświętszego Serca, święta katolicka (zm. 1894)
- 6 marca - Ada Christen, austriacka pisarka, poetka, aktorka (zm. 1901)
- 7 marca – Adolf Dygasiński, polski pisarz (zm. 1902)
- 11 marca – Arthur Pue Gorman, amerykański polityk, senator ze stanu Maryland (zm. 1906)
- 18 marca – Joseph-Émile Barbier, francuski astronom i matematyk (zm. 1889)
- 21 marca – Modest Musorgski (ros. Моде́ст Петро́вич Му́соргский), rosyjski kompozytor (zm. 1881)
- 23 marca – Alfons Maria Fusco, włoski ksiądz katolicki, święty (zm. 1910)
- 12 kwietnia – Nikołaj Przewalski (ros. Николай Михайлович Пржевальский), rosyjski geograf, generał, badacz środkowej i wschodniej Azji (zm. 1888)
- 21 maja – Helena Maria de Chappotin, francuska zakonnica, założycielka Zgromadzenia Franciszkanek Misjonarek Maryi, błogosławiona katolicka (zm. 1904)
- 6 czerwca – Diego Oddi, włoski franciszkanin, błogosławiony katolicki (zm. 1919)
- 2 lipca – Eliasz Facchini, włoski franciszkanin, misjonarz, biskup, męczennik, święty katolicki (zm. 1900)
- 8 lipca:
  - John Rockefeller, amerykański przedsiębiorca, fundator Uniwersytetu Chicagowskiego, założyciel Fundacji Rockefellera (zm. 1937)
  - Jan Chrzciciel Scalabrini, włoski biskup, błogosławiony katolicki (zm. 1905)
- 25 sierpnia - Józef Maksymilian Lubomirski, polsko-francuski pisarz (zm. 1911)
- 23 sierpnia - George Clement Perkins, amerykański polityk, senator ze stanu Kalifornia (zm. 1923)
- 23 września – Pierre-Henri Dorie, francuski misjonarz, męczennik, święty katolicki (zm. 1866)
- 30 września – Sarah Winchester, milionerka, właścicielka domu, który miał odstraszać złe duchy (zm. 1922)
- 4 października – Franciszek Fogolla, włoski franciszkanin, misjonarz, biskup, męczennik, święty katolicki (zm. 1900)
- 20 października - Augustus Octavius Bacon, amerykański polityk, senator ze stanu Georgia (zm. 1914)
- 28 października - Aleksandra Czechówna, polska pamiętnikarka (zm. 1923)
- 17 listopada – Henryk Stroka, profesor, społecznik, metodyk, pisarz, powstaniec styczniowy (zm. 1896)
- 18 listopada – Emil Škoda, czeski inżynier i przemysłowiec (zm. 1900)
- 28 listopada - Aleksander Michaux, polski poeta pochodzenia belgijskiego (zm. 1895)
- 17 grudnia – Józef Buchbinder, polski malarz (zm. 1909)
- 20 grudnia – Moritz Jastrowitz, niemiecki lekarz, pionier radiologii (zm. 1912)

data dzienna nieznana: 
- William Dallinger, brytyjski przyrodnik i duchowny (zm. 1909)
- Paweł Ge Tingzhu, chiński męczennik, święty katolicki (zm. 1900)
- Tomasz Son Cha-sŏn, koreański męczennik, święty katolicki (zm. 1866)
- Piotr Zhao Mingzhen, chiński męczennik, święty katolicki (zm. 1900)

## Święta ruchome
- Tłusty czwartek: 7 lutego
- Ostatki: 12 lutego
- Popielec: 13 lutego
- Niedziela Palmowa: 24 marca
- Wielki Czwartek: 28 marca
- Wielki Piątek: 29 marca
- Wielka Sobota: 30 marca
- Wielkanoc: 31 marca
- Poniedziałek Wielkanocny: 1 kwietnia
- Wniebowstąpienie Pańskie: 9 maja
- Zesłanie Ducha Świętego: 19 maja
- Boże Ciało: 30 maja